# Prątnik brandenburski
Prątnik brandenburski (Bryum neodamense Itzigs.) – gatunek mchu z rodziny prątnikowatych (Bryaceae Schwägr.). 

## Ochrona
Od 2004 r. gatunek objęty jest w Polsce ochroną ścisłą.